# Le cose che verranno
Le cose che verranno (L'avenir) è un film del 2016 diretto da Mia Hansen-Løve.
È stato presente nella sezione Festa Mobile del 34° Torino Film Festival.

## Trama
Nathalie insegna filosofia in un liceo parigino, ma per lei non si tratta solo di un lavoro, è un modo di vivere e di pensare. Con un passato permeato di idealismo giovanile, ora ambisce a insegnare agli studenti come ragionare con la propria testa, sottoponendoli a testi filosofici che stimolino il confronto e la discussione. La sua vita scorre tra il marito, i due figli, una madre ex modella che necessita di attenzioni continue e la sua dedizione al pensiero filosofico. Ma all'improvviso tutto cambia, il marito la lascia, la madre muore e Nathalie si trova padrona di un'inaspettata e inusuale libertà.

## Riconoscimenti
- 2016 – Festival di Berlino
  - Miglior regista a Mia Hansen-Løve
  - Candidatura a Orso d'oro a Mia Hansen-Løve
- 2016 – New York Film Critics Circle Awards
  - Miglior attrice protagonista a Isabelle Huppert